# La révolution en Russie
La révolution en Russie er en fransk stumfilm fra 1905 af Lucien Nonguet.